# Joseph D. Patch
Joseph Dorst Patch  (* 8. Dezember 1885 in Fort Huachuca, Arizona-Territorium; † 21. November 1966 in Corpus Christi, Texas) war ein Generalmajor der United States Army. Er war unter anderem Kommandeur der 80. Infanteriedivision.

## Leben
Joseph Patch war ein Sohn von Hauptmann Alexander McCarrell Patch (1854–1924) und dessen Frau Annie Brownlee Moore (1850–1915). Sein Bruder Alexander M. Patch (1889–1945) brachte es im US-Heer bis zum Generalleutnant. Der ältere Patch-Bruder gelangte im Jahr 1911 als Leutnant in das Offizierskorps des US-Heeres. In der Armee durchlief er anschließend alle Offiziersränge vom Leutnant bis zum Zwei-Sterne-General. In seinen jüngeren Jahren absolvierte er den für Offiziere in den niederen Rangstufen üblichen Dienst in verschiedenen Einheiten und Standorten.
Im Jahr 1916 war Patch an der Mexikanischen Expedition beteiligt. Wenig später gehörte er nach dem amerikanischen Eintritt in den Ersten Weltkrieg den American Expeditionary Forces an, mit denen er in Europa eingesetzt war. Er gehörte einer Einheit der 1. Infanteriedivision an und war an mehreren Kämpfen und Schlachten beteiligt. Für seinen Einsatz erhielt er das Distinguished Service Cross verliehen. Bei den Kämpfen wurde er verwundet. In der Folge erhielt er das Verwundetenabzeichen Purple Heart.
Nach dem Krieg setzte Joseph Patch seine Offizierslaufbahn an verschiedenen Standorten fort. Im Jahr 1935 wurde er zum Oberstleutnant und im Jahr 1940 zum Oberst befördert. Zwischen Juli 1940 und Oktober 1941 kommandierte er das 34. Infanterieregiment, das gerade in Camp Jackson in South Carolina reaktiviert worden war. Nach einer zwischenzeitlich anderen Verwendung erhielt er im Juli 1942, inzwischen als Generalmajor, das Kommando über die ebenfalls soeben reaktivierte 80. Infanteriedivision. Inzwischen waren die Vereinigten Staaten in den Zweiten Weltkrieg eingetreten. Patch behielt sein Kommando bis zum März 1943. Während dieser Zeit war seine Division nicht im Kriegseinsatz. Stattdessen wurde sie in den Vereinigten Staaten auf einen solchen Einsatz vorbereitet.
Nach seiner Zeit als Divisionskommandeur war er in den Jahren 1943 und 1944 kommandierender General des Trinidad Sectors. Anschließend leitete er das Army Service Forces Training Center in Fort Lewis im Bundesstaat Washington. Am 31. Dezember 1945 ging Joseph Patch in den Ruhestand. Der seit 1916 mit Minerva King (1892–1990) verheiratete Offizier starb am 21. November 1966 und wurde auf dem Friedhof des Seaside Memorial Parks in Corpus Christi beigesetzt.